# Przemysław Stańczyk
Przemysław Stańczyk (* 12. Februar 1985 in Stettin) ist ein polnischer Schwimmer.

## Werdegang
Er studiert Sportwissenschaften an der Universität Szczecin. 2004 nahm er an den Olympischen Spielen teil. Bei den Schwimmweltmeisterschaften 2007 in Melbourne errang er in 800 m Freistil die Goldmedaille, nachdem der ursprüngliche Sieger Oussama Mellouli nachträglich disqualifiziert wurde. Dabei stellte er mit 7:47,91 einen neuen polnischen Rekord auf. 